# Homburg (Stadtoldendorf)

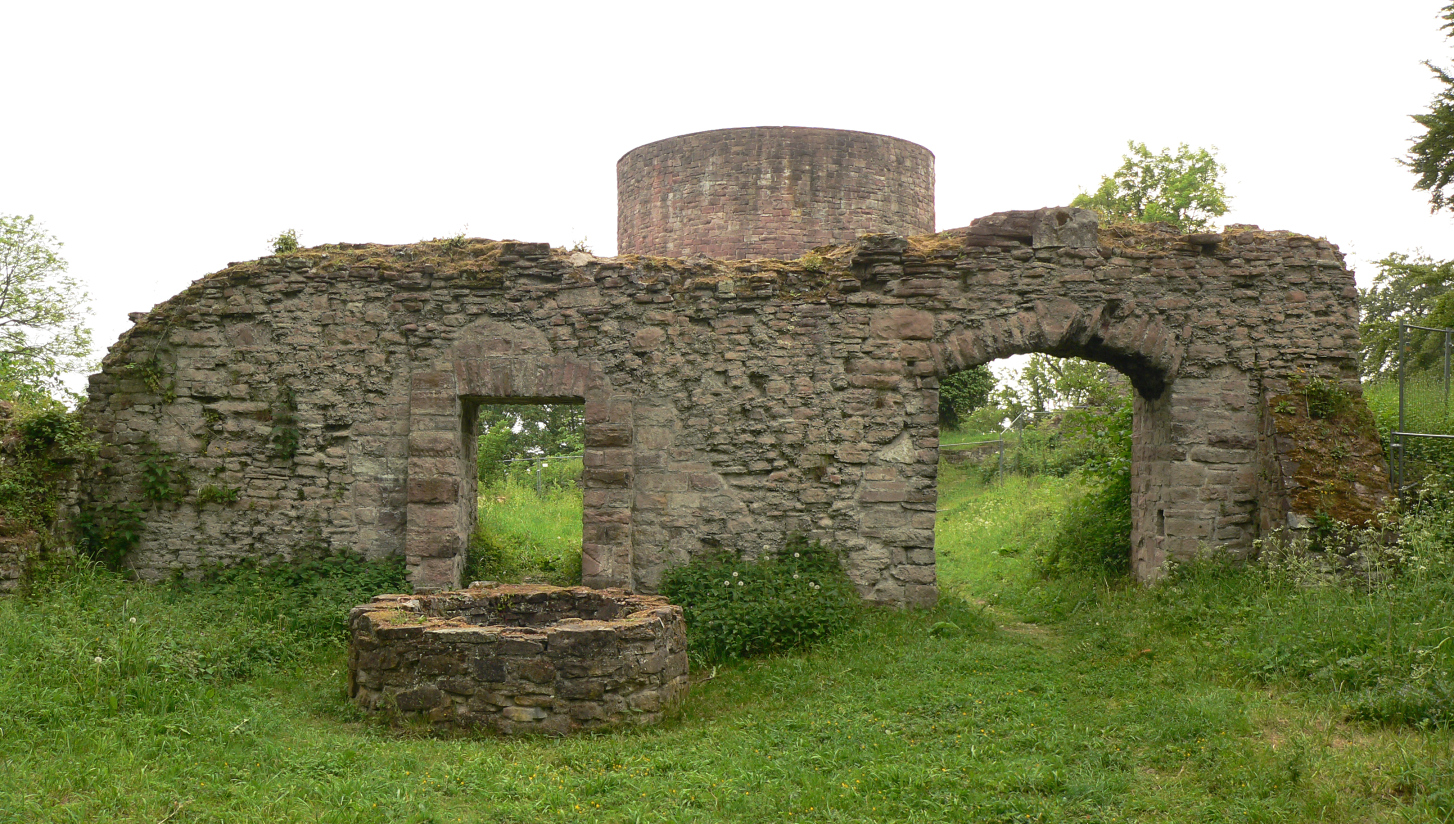
Übergang von der Vorburg zur Hauptburg mit Brunnen

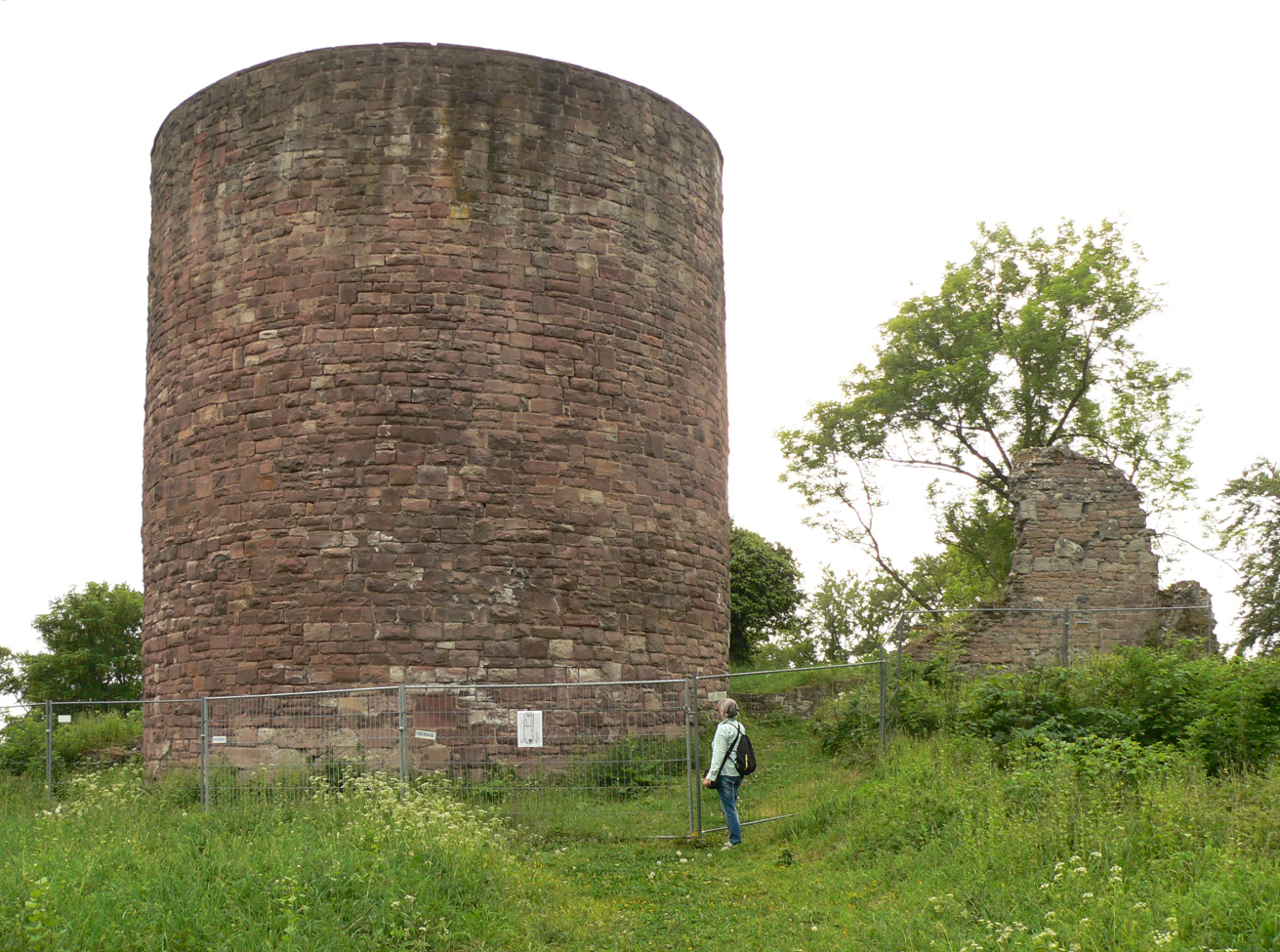
Hauptturm der Burg

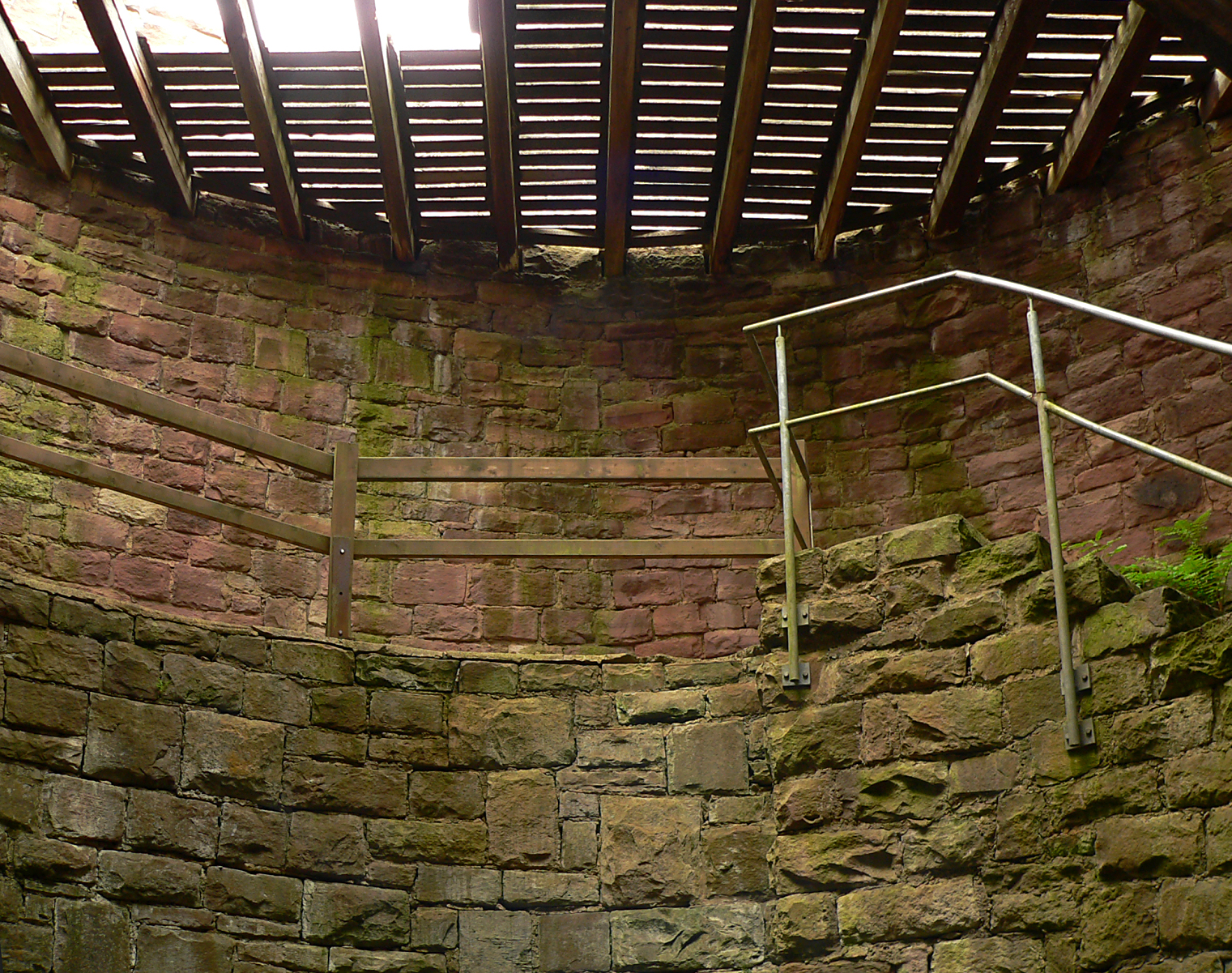
Turminneres

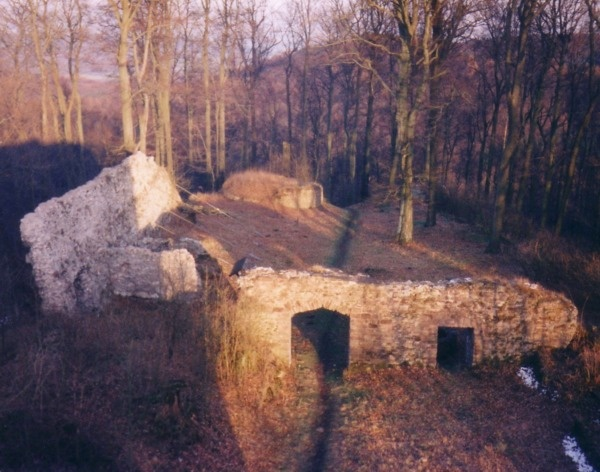
Blick vom Hauptturm auf die Ruinen

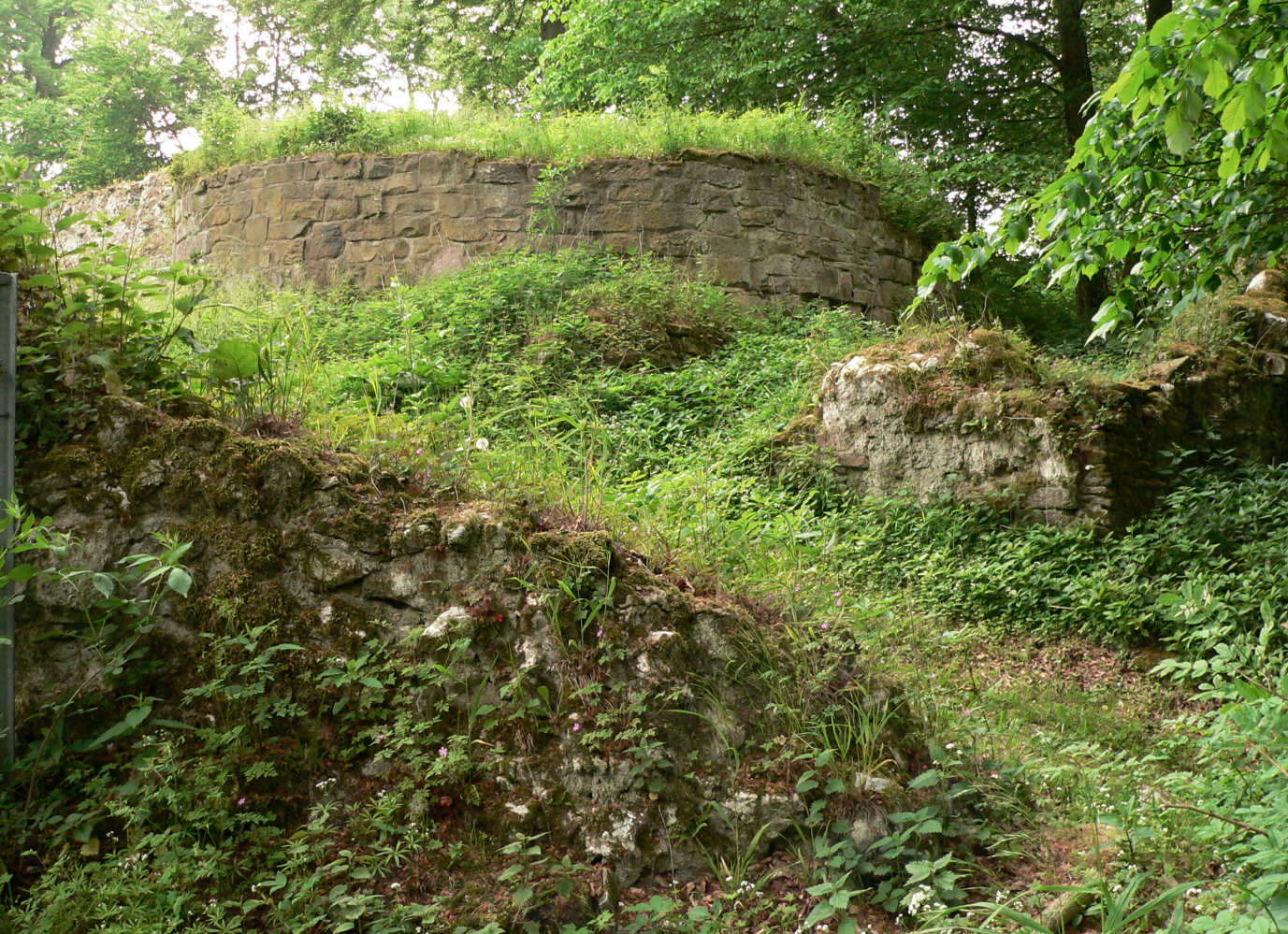
Eingang in die Vorburg mit Rundturm

Die Homburg ist die Ruine einer Höhenburg in Stadtoldendorf im Landkreis Holzminden, Niedersachsen (Deutschland).

## Lage
Die Burg steht oberhalb bzw. nördlich von Stadtoldendorf im bis 406 m hohen Homburgwald auf dem Großen Homburg.

## Geschichte
Die Burg war eine mächtige Anlage mit einer Vorburg und einer kleinen Hauptburg, wobei beide Teile über einen eigenen Bergfried verfügten. Die Gesamtanlage hatte eine Länge von 100 m bei durchschnittlich 30 m Breite. An der Burgstelle stand wahrscheinlich zuvor das castellum Wikanafeldisten, das in einer Grenzbeschreibung des Bistums Hildesheim Ende des 10. Jahrhunderts genannt wird und nach einem gleichlautenden sächsischen Untergau benannt wurde.
Siegfried IV. von Boyneburg aus dem Hause Northeim ließ die Burg errichten, um das Kloster Amelungsborn zu schützen. Seine Anlage stand in offensichtlicher Gegnerschaft zu der Burg des Grafen von Everstein in Polle. Nach Siegfrieds kinderlosem Tode kamen die Burg und ihre bereits gegen 200 Hufen umfassende Zubehörungen 1145 durch Kauf an Graf Hermann II. von Winzenburg, der die Homburg jedoch schon 1150 als Sühne für eine Mordtat seines Vaters dem Bistum Hildesheim zu Lehen aufzutragen gezwungen wurde. 1150 wird auch in einer Urkunde der dazugehörige Ort Oldendorp, das spätere Stadtoldendorf genannt. 1152, nach der Ermordung Graf Hermann II., ergriff der Herzog von Sachsen und Bayern Heinrich der Löwe in Wahrnehmung der von seiner Mutter Gertrud von Süpplingenburg überkommenen Northeimer Erbansprüche von ihr Besitz. Nach der Ächtung Heinrichs des Löwen 1180 fiel die Homburg erneut an das Hochstift Hildesheim.
1183 belehnte der Hildesheimer Bischof Adelog von Hildesheim Bodo von Homburg (Bodo der Ältere) mit einer Hälfte der Burg. Die zweite Hälfte erhielten die  Grafen von Dassel als Lehen. Die Zweiteilung manifestierte sich auch baulich, wie Airborne-Laserscanning-Untersuchungen zeigen. In jeder Hälfte befand sich ein runder Burgturm. Seit etwa 1247 befand sich die Burg ungeteilt als Pfand in den Händen der Edelherren von Homburg, die schon seit der Zeit Siegfrieds IV. als eine Art Festungskommandanten mit ihr verbunden gewesen waren. Lehnsträger der Bischöfe hatten im ausgehenden 13. Jahrhundert begonnen, im Bunde mit dem wiedererstarkenden Landesfürstentum der Welfen ihren Einfluss gegen die Bischöfe und gegen die Grafen von Everstein nach allen Seiten planmäßig zu erweitern. Die Burg war Stammsitz der Edelherren von Homburg, bis diese 1409 ausstarben. Die Edelherren gaben dem Oldendorf 1255 als Landesherren die Stadtrechte, was zur Umbenennung in das heutige Stadtoldendorf führte.
Ab 1409 hinterließen die Edelherren von Homburg den Welfen nach Erbkauf und durch Heirat der Witwe des letzten Homburgers mit Herzog Otto von Grubenhagen (1415) ein wohlhabendes und lebenskräftiges Territorium, das 6 Burgen, 3 Städte und etwa 200 Dörfer umfasste. Seit der Teilung von 1428 blieb die Homburg ständig in braunschweigisch-lüneburgischem Besitz und diente als fürstlicher Amtssitz, vorwiegend zu Verwaltungs- und Wohnzwecken. Der letzte Amtmann Wilken Klenke verließ die Homburg 1535, und aufgrund ihrer abseitigen und nur schwer zugänglichen Lage wurde die Burg abgetragen. Aus ihrem Steinmaterial (Kantsteine, Mauersteine aus dem vor Ort vorkommenden Sandstein) wurde der bisherige Wirtschaftshof Wickensen zum Amtssitz hergerichtet.
1897 wurde die Ruine weitgehend durch Mitglieder der Solling-Zweigvereine ausgegraben und entwickelte sich danach zu einem regional beliebten Ausflugsziel. Mehrere staatliche Gelder wurden aufgebracht um die Grundmauern im Grundriss von 103 Meter Länge und 30 Meter Breite freizulegen. Dabei wurden auch Mauerreste eines Torturms im Durchmesser von 9,9 Metern entdeckt. 1936 wurden die Reste der Burg, insbesondere der runde Bergfried, durch den Reichsarbeitsdienst instand gesetzt. Zudem wurde eine 202 Meter lange Förderbahn gebaut, um die Mauern der Burgruine wieder aufzurichten. 2009 musste der Bergfried jedoch wegen Einsturzgefahr wieder gesperrt werden. Einige der bei den Grabungsarbeiten gefundenen Gegenstände sowie ein historisches Burgmodell können im Stadtmuseum besichtigt werden. 
Die Homburg ist im Besitz der Stiftung Braunschweigischer Kulturbesitz. Der Förderverein Homburg-Ruine plante die Burgruine wieder herzurichten und begehbar zu machen. Die Arbeiten dazu mit der Wiederherstellung der Aussichtsplattform auf dem Bergfried erfolgen im Jahr 2023.

### Das Homburger Burggeschlecht
- bis 1158 Berthold war der erste Lehnsnehmer der Homburg.
- bis 1195 Bodo der Ältere, Bodo und sein Bruder Berthold erhalten nur noch die halbe Burg zum Lehen.
- bis 1228 Bodo der Jüngere, wurde von Graf Everstein ermordet.
- bis 1289 Heinrich, verlieh 1255 Stadtoldendorf die Stadtrechte.
- bis 1303 Bodo, der Name der Stadt Bodenwerder bezieht sich auf diesen Edelherren.
- bis 1338 Heinrich
- bis 1380 Siegfried, eine seiner Töchter heiratete 1339 Graf Otto von Everstein.
- bis 1409 Heinrich, starb ohne Erben, somit erlosch das Geschlecht der Homburger.

## Brunnen
Im westlichen Teil der Vorburg wurde der dort vermutete Brunnen mit runder Ausmauerung gefunden. Der Brunnen ist vorläufig nur bis auf wenige Meter Tiefe ausgeräumt. 1736 will der Klosterschüler (und spätere Archäologe) Johann Christian Dünnhaupt (1716–1786) vom Kloster Amelungsborn mit einem 60 Klafter (103 m) langen, mit einer Bleikugel beschwerten Faden den Grund des Brunnens nicht erreicht haben.